# 田中屋酒造店
株式会社田中屋酒造店（たなかやしゅぞうてん）は長野県飯山市にある酒類製造業者である。

## 沿革
1873年（明治6年）創業。甲斐武田氏の末裔武田貢一が田中家に養子に来た時より酒造業を営んだのがその始まり。

## 主要製品
清酒
- 「水尾」
- 「金瓢養老」

## 受賞
- 平成18年度全国新酒鑑評会 金賞受賞（水尾）
- 平成21年度全国新酒鑑評会 金賞受賞（水尾）
- 平成23年度全国新酒鑑評会 金賞受賞（水尾）
- 平成24年第83回関東信越国税局酒類鑑評会 最優秀賞（水尾）
- 平成29年度全国新酒鑑評会 金賞受賞（水尾）
- 平成30年度全国新酒鑑評会 金賞受賞（水尾）